# Jeffrey Osborne

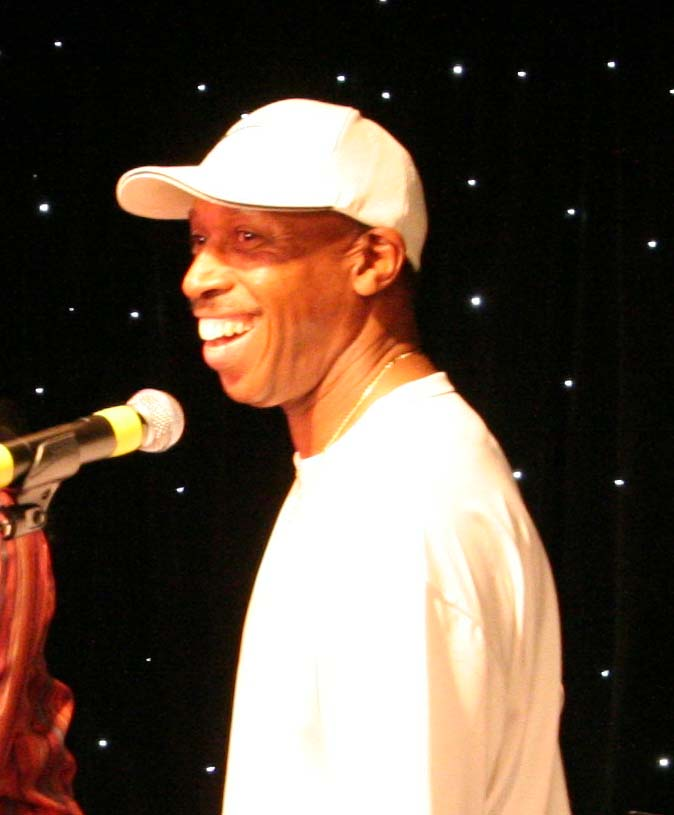
Jeffrey Osborne (2008)

Jeffrey Osborne (* 9. März 1948 als Jeffrey Linton Osborne in Providence, Rhode Island) ist ein US-amerikanischer Funk- und R&B-Musiker, Songschreiber und ehemaliger Lead-Sänger der Band L.T.D.

## Leben
Osborne ist das jüngste von 12 Kindern in einer musikalischen Familie. Er hat fünf Brüder und sechs Schwestern, die ihm zum Teil ins Musikgeschäft folgten. So war sein Bruder Billy ebenfalls bei L.T.D.
Osbornes Vater, Clarence „Legs“ Osborne, war ein großer Trompeter, der mit Lionel Hampton, Count Basie und Duke Ellington zusammenspielte.
Osborne startete seine Musikkarriere im Jahr 1969 mit einer Band namens Love Men Ltd., welche später das Kürzel L.T.D. bekam. Die Band nahm Hits wie Love Ballad (1976), Everytime I Turn Around (Back in Love Again) (1977) und Holding on (When Love Is Gone) (1978) auf. Alle genannten Titel waren Platz eins der amerikanischen R&B-Charts. Zuerst war Osborne nur Schlagzeuger der Gruppe, später übernahm er auch die Leadstimme. Ab 1980 startete er seine Solokarriere.
Im Jahr 1982 brachte Osborne sein nach sich benanntes Debüt-Album bei A&M heraus, das seine ersten beiden Hit-Singles On the Wings of Love und I Really Don’t Need No Light beinhaltet. Insgesamt hatte Osborne bis heute 25 Hits in den R&B-Charts. Im Standardwerk Top R&B Singles 1942–1995 wird er auf Platz 19 der erfolgreichsten Künstler der 1980er Jahre gelistet. Weitere erfolgreiche Hits waren Don’t You Get So Mad, Stay with Me Tonight (1983), The Last Time I Made Love (1984, mit Joyce Kennedy), You Should Be Mine (The Woo Woo Song) (1986), Love Power (1987, mit Dionne Warwick), She’s on the Left (1988, sein einziger Nummer-eins-Hit als Solist in den R&B-Charts) und Only Human (1990). Seine Alben von 1983–86 wurden jeweils mit Gold für 500.000 verkaufte Einheiten ausgezeichnet. In jenen Jahren erhielt er auch drei Grammy-Nominierungen. Eine weitere folgte 2001.
2013 nahm er ein Album mit Standards namens A Time for Love auf. Diese CD war eine der letzten Produktionen von George Duke kurz vor dessen Tod.
1985 war Osborne Teil der Superstar-Band USA for Africa, die den Benefiz-Welthit We Are the World einsangen.
Osborne ist verheiratet und hat drei Kinder.

## Diskografie

### Alben
| Jahr | Titel Musiklabel                         | Höchstplatzierung, Gesamtwochen, AuszeichnungChartplatzierungen (Jahr, Titel, Musiklabel, Platzierungen, Wochen, Auszeichnungen, Anmerkungen) | Höchstplatzierung, Gesamtwochen, AuszeichnungChartplatzierungen (Jahr, Titel, Musiklabel, Platzierungen, Wochen, Auszeichnungen, Anmerkungen) | Höchstplatzierung, Gesamtwochen, AuszeichnungChartplatzierungen (Jahr, Titel, Musiklabel, Platzierungen, Wochen, Auszeichnungen, Anmerkungen) | Anmerkungen |
| Jahr | Titel Musiklabel                         | UK | US | R&B | Anmerkungen |
| ---- | ---------------------------------------- | --- | --- | --- | ----------- |
| 1982 | Jeffrey Osborne A&M Records              | — | US49 (43 Wo.)US | R&B3 (48 Wo.)R&B |             |
| 1983 | Stay with Me Tonight A&M Records         | UK56 (7 Wo.)UK | US25 Gold · (89 Wo.)US | R&B3 (60 Wo.)R&B |             |
| 1984 | Don’t Stop A&M Records                   | UK59 (3 Wo.)UK | US39 Gold · (37 Wo.)US | R&B7 (38 Wo.)R&B |             |
| 1986 | Emotional A&M Records                    | — | US26 Gold · (26 Wo.)US | R&B5 (29 Wo.)R&B |             |
| 1988 | One Love: One Dream A&M Records          | — | US86 (16 Wo.)US | R&B12 (28 Wo.)R&B |             |
| 1990 | Only Human Arista Records                | — | US95 (23 Wo.)US | R&B9 (36 Wo.)R&B |             |
| 1997 | Something Warm for Christmas A&M Records | — | — | R&B86 (1 Wo.)R&B |             |
| 2000 | That’s for Sure Private Music            | — | US191 (1 Wo.)US | R&B50 (14 Wo.)R&B |             |
| 2003 | Music Is Life Koch                       | — | — | R&B50 (8 Wo.)R&B |             |
| 2005 | From the Soul Koch                       | — | — | R&B72 (6 Wo.)R&B | Koch        |
| 2013 | A Time To Love Rykodisc/Warner           | — | — | R&B34 (7 Wo.)R&B |             |

Weitere Alben
- 1999: Ultimate Collection (Hip-O)
- 2001: Love Songs
- 2002: Best of Jeffrey Osborne – Millennium Collection

### Singles
| Jahr | Titel Album                                     | Höchstplatzierung, Gesamtwochen, AuszeichnungChartplatzierungen (Jahr, Titel, Album, Platzierungen, Wochen, Auszeichnungen, Anmerkungen) | Höchstplatzierung, Gesamtwochen, AuszeichnungChartplatzierungen (Jahr, Titel, Album, Platzierungen, Wochen, Auszeichnungen, Anmerkungen) | Höchstplatzierung, Gesamtwochen, AuszeichnungChartplatzierungen (Jahr, Titel, Album, Platzierungen, Wochen, Auszeichnungen, Anmerkungen) | Anmerkungen                   |
| Jahr | Titel Album                                     | UK | US | R&B | Anmerkungen                   |
| ---- | ----------------------------------------------- | --- | --- | --- | ----------------------------- |
| 1982 | I Really Don’t Need No Light Jeffrey Osborne    | — | US39 (15 Wo.)US | R&B3 (23 Wo.)R&B | feat. Lynn Davis              |
| 1982 | On the Wings of Love Jeffrey Osborne            | UK11 (14 Wo.)UK | US29 (18 Wo.)US | R&B13 (15 Wo.)R&B | Charteinstieg in UK erst 1984 |
| 1983 | Eenie Meenie Jeffrey Osborne                    | — | US76 (5 Wo.)US | — |                               |
| 1983 | Don’t You Get So Mad Stay with Me Tonight       | UK54 (7 Wo.)UK | US25 (14 Wo.)US | R&B3 (19 Wo.)R&B |                               |
| 1983 | Stay with Me Tonight                            | UK18 (12 Wo.)UK | US30 (21 Wo.)US | R&B4 (20 Wo.)R&B |                               |
| 1984 | Plane Love Stay with Me Tonight                 | — | — | R&B10 (13 Wo.)R&B |                               |
| 1984 | We’re Going All the Way Stay with Me Tonight    | — | US48 (12 Wo.)US | R&B16 (14 Wo.)R&B |                               |
| 1984 | The Last Time I Made Love –                     | — | US40 (12 Wo.)US | R&B2 (18 Wo.)R&B | mit Joyce Kennedy             |
| 1984 | Don’t Stop                                      | UK61 (3 Wo.)UK | US44 (15 Wo.)US | R&B6 (17 Wo.)R&B |                               |
| 1984 | The Borderlines Don’t Stop                      | UK98 (1 Wo.)UK | US38 (11 Wo.)US | R&B7 (16 Wo.)R&B |                               |
| 1985 | Let Me Know Don’t Stop                          | — | — | R&B44 (9 Wo.)R&B |                               |
| 1986 | You Should Be Mine (The Woo Woo Song) Emotional | — | US13 (19 Wo.)US | R&B2 (19 Wo.)R&B |                               |
| 1986 | Soweto Emotional                                | UK44 (7 Wo.)UK | — | R&B18 (13 Wo.)R&B |                               |
| 1986 | Room with a View Emotional                      | UK96 (2 Wo.)UK | — | R&B29 (9 Wo.)R&B |                               |
| 1986 | In Your Eyes Emotional                          | — | — | R&B82 (6 Wo.)R&B |                               |
| 1987 | Love Power Reservations for Two                 | UK63 (5 Wo.)UK | US12 (14 Wo.)US | R&B5 (14 Wo.)R&B | mit Dionne Warwick            |
| 1988 | She’s On the Left –                             | — | US48 (11 Wo.)US | R&B1 (16 Wo.)R&B |                               |
| 1988 | Can’t Go Back on a Promise One Love – One Dream | — | — | R&B28 (14 Wo.)R&B |                               |
| 1989 | All Because of You One Love – One Dream         | — | — | R&B48 (9 Wo.)R&B |                               |
| 1989 | Take Good Care of You and Me –                  | UK93 (2 Wo.)UK | — | R&B46 (9 Wo.)R&B | mit Dionne Warwick            |
| 1990 | Only Human                                      | — | — | R&B3 (21 Wo.)R&B |                               |
| 1991 | If My Brother’s in Trouble Only Human           | — | — | R&B11 (13 Wo.)R&B |                               |
| 1991 | The Morning After I Made Love to You Only Human | — | — | R&B24 (11 Wo.)R&B |                               |
| 2003 | The Rest of Our Lives Music Is Life             | — | — | R&B75 (9 Wo.)R&B |                               |
| 2005 | Yes I’m Ready From The Soul                     | — | — | R&B64 (14 Wo.)R&B |                               |

Weitere Singles
- 1994: Far Longer than Forever (mit Regina Belle)